# Hamilton (Tasmania)
Hamilton è una città della Tasmania, in Australia; essa si trova 70 chilometri a nord-ovest di Hobart ed è la sede della Municipalità di Central Highlands. Al censimento del 2006 contava 300 abitanti.